# Torneig d'escacs de Carlsbad de 1929
El torneig d'escacs de Carlsbad de 1929 fou un dels quatre coneguts torneigs d'escacs internacionals que se celebraren a la ciutat balneari de Carlsbad (Bohèmia, Txecoslovàquia). Els altres tres torneigs se celebraren els anys 1907, 1911 i 1923.
El torneig de 1929 a l'hotel balneari imperial de Kurhaus (Kaiserbad). Vint-i-dos mestres, sota la direcció de Viktor Tietz, hi varen participar entre el 30 de juliol i el 28 d'agost de 1929. El campió del món Aleksandr Alekhin no hi va jugar, però va escriure'n sis articles pel The New York Times durant el torneig. La campiona del món femenina Vera Menchik sí que hi va participar. El ritme de joc era de 30 moviments en dues hores, seguits de 15 per hora. El primer premi era de 20,000 Kronen, aproximadament unes 125 £ de l'època
Rudolf Spielmann va començar de manera excel·lent, amb 9/10. José Raúl Capablanca va arribar a la primera plaça a la tretzena jornada. Aron Nimzowitsch va assolir el lideratge en solitari només a la darrera ronda.
El quadre de resultats i classificació fou el següent:
| #  | Jugador                             | 1 | 2 | 3 | 4 | 5 | 6 | 7 | 8 | 9 | 10 | 11 | 12 | 13 | 14 | 15 | 16 | 17 | 18 | 19 | 20 | 21 | 22 | Total |
| -- | ----------------------------------- | - | - | - | - | - | - | - | - | - | -- | -- | -- | -- | -- | -- | -- | -- | -- | -- | -- | -- | -- | ----- |
| 1  | Aron Nimzowitsch (Dinamarca)        | x | ½ | 1 | ½ | ½ | 1 | 1 | 1 | ½ | ½  | 1  | 1  | ½  | ½  | ½  | 1  | 0  | 1  | ½  | 1  | ½  | 1  | 15.0  |
| 2  | José Raúl Capablanca (Cuba)         | ½ | x | 0 | ½ | 1 | ½ | ½ | ½ | ½ | ½  | 1  | ½  | 1  | 1  | 1  | 0  | 1  | 1  | 1  | 1  | ½  | 1  | 14.5  |
| 3  | Rudolf Spielmann (Àustria)          | 0 | 1 | x | 0 | ½ | ½ | ½ | ½ | 1 | 0  | ½  | ½  | 1  | 1  | 1  | 1  | ½  | 1  | 1  | 1  | 1  | 1  | 14.5  |
| 4  | Akiba Rubinstein (Polònia)          | ½ | ½ | 1 | x | ½ | ½ | ½ | ½ | 1 | 1  | 1  | ½  | ½  | ½  | 1  | ½  | ½  | 1  | ½  | 0  | ½  | 1  | 13.5  |
| 5  | Albert Becker (Àustria)             | ½ | 0 | ½ | ½ | x | 1 | 1 | 1 | 0 | 0  | 1  | ½  | ½  | ½  | ½  | ½  | 1  | ½  | 1  | 1  | ½  | 0  | 12.0  |
| 6  | Milan Vidmar (Regne de Iugoslàvia)  | 0 | ½ | ½ | ½ | 0 | x | 1 | ½ | ½ | ½  | ½  | 1  | ½  | 1  | 0  | ½  | ½  | 0  | 1  | 1  | 1  | 1  | 12.0  |
| 7  | Max Euwe (Països Baixos)            | 0 | ½ | ½ | ½ | 0 | 0 | x | ½ | ½ | 1  | ½  | ½  | ½  | 1  | 1  | ½  | ½  | 1  | ½  | ½  | 1  | 1  | 12.0  |
| 8  | Iefim Bogoliúbov (Alemanya)         | 0 | ½ | ½ | ½ | 0 | ½ | ½ | x | ½ | ½  | ½  | 0  | 0  | 1  | 1  | 1  | 1  | 0  | ½  | 1  | 1  | 1  | 11.5  |
| 9  | Ernst Grünfeld (Àustria)            | ½ | ½ | 0 | 0 | 1 | ½ | ½ | ½ | x | ½  | ½  | ½  | 1  | 0  | ½  | 0  | 1  | ½  | 1  | ½  | 1  | ½  | 11.0  |
| 10 | Esteban Canal (Perú)                | ½ | ½ | 1 | 0 | 1 | ½ | 0 | ½ | ½ | x  | 1  | ½  | 0  | 0  | ½  | ½  | 0  | 1  | 0  | ½  | 1  | 1  | 10.5  |
| 11 | Hermanis Matisons (Letònia)         | 0 | 0 | ½ | 0 | 0 | ½ | ½ | ½ | ½ | 0  | x  | 1  | 1  | 1  | 0  | 1  | 1  | 1  | ½  | 0  | ½  | 1  | 10.5  |
| 12 | Savielly Tartakower (Polònia)       | 0 | ½ | ½ | ½ | ½ | 0 | ½ | 1 | ½ | ½  | 0  | x  | ½  | ½  | ½  | ½  | ½  | ½  | ½  | ½  | ½  | 1  | 10.0  |
| 13 | Géza Maróczy (Hongria)              | ½ | 0 | 0 | ½ | ½ | ½ | ½ | 1 | 0 | 1  | 0  | ½  | x  | 0  | 0  | 0  | 1  | ½  | 1  | 1  | ½  | 1  | 10.0  |
| 14 | Edgard Colle (Bèlgica)              | ½ | 0 | 0 | ½ | ½ | 0 | 0 | 0 | 1 | 1  | 0  | ½  | 1  | x  | 1  | ½  | 1  | 0  | ½  | 0  | 1  | 1  | 10.0  |
| 15 | Karel Treybal (Txecoslovàquia)      | ½ | 0 | 0 | 0 | ½ | 1 | 0 | 0 | ½ | ½  | 1  | ½  | 1  | 0  | x  | ½  | ½  | 0  | 1  | 1  | ½  | 1  | 10.0  |
| 16 | Friedrich Sämisch (Alemanya)        | 0 | 1 | 0 | ½ | ½ | ½ | ½ | 0 | 1 | ½  | 0  | ½  | 1  | ½  | ½  | x  | ½  | 0  | ½  | ½  | 1  | 0  | 9.5   |
| 17 | Frederick Yates (Anglaterra)        | 1 | 0 | ½ | ½ | 0 | ½ | ½ | 0 | 0 | 1  | 0  | ½  | 0  | 0  | ½  | ½  | x  | 1  | ½  | ½  | 1  | 1  | 9.5   |
| 18 | Paul Johner (Suïssa)                | 0 | 0 | 0 | 0 | ½ | 1 | 0 | 1 | ½ | 0  | 0  | ½  | ½  | 1  | 1  | 1  | 0  | x  | ½  | 0  | ½  | 1  | 9.0   |
| 19 | Frank James Marshall (Estats Units) | ½ | 0 | 0 | ½ | 0 | 0 | ½ | ½ | 0 | 1  | ½  | ½  | 0  | ½  | 0  | ½  | ½  | ½  | x  | 1  | 1  | 1  | 9.0   |
| 20 | Karl Gilg (Txecoslovàquia)          | 0 | 0 | 0 | 1 | 0 | 0 | ½ | 0 | ½ | ½  | 1  | ½  | 0  | 1  | 0  | ½  | ½  | 1  | 0  | x  | ½  | ½  | 8.0   |
| 21 | George Alan Thomas (Anglaterra)     | ½ | ½ | 0 | ½ | ½ | 0 | 0 | 0 | 0 | 0  | ½  | ½  | ½  | 0  | ½  | 0  | 0  | ½  | 0  | ½  | x  | 1  | 6.0   |
| 22 | Vera Menchik (Txecoslovàquia)       | 0 | 0 | 0 | 0 | 1 | 0 | 0 | 0 | ½ | 0  | 0  | 0  | 0  | 0  | 0  | 1  | 0  | 0  | 0  | ½  | 0  | x  | 3.0   |
Nimzowitsch va guanyar 20,000 Kronen, Capablanca i Spielmann 12,000 Kronen cadascú, Rubinstein 8,000 Kronen, Becker, Vidmar i Euwe 5,000 Kronen cadascun, i Bogoliúbov 3,000 Kronen. Nimzowitsch esperava ser el proper aspirant a la corona mundial, i així ho va expressar. Malauradament, Alekhin el va aixafar als torneigs de San Remo 1930 i Bled 1931.